# コロちゃんパック クッキンアイドル アイ!マイ!まいん!
『コロちゃんパック クッキンアイドル アイ!マイ!まいん!』は福原遥のミニアルバムである。2010年12月22日に日本コロムビアより発売された。
福原遥が主人公の柊まいんとして出演しているNHK教育の番組『クッキンアイドル アイ!マイ!まいん!』を日本コロムビアがコロちゃんパックシリーズの一つとしてリリースした。

## 収録曲
1. キッチンはマイステージ
2. 待ち遠しいの
3. ごちゃまぜ片思い
4. ときめきデコレーション
5. チョコレートチア
6. 彼とフライパン
7. グルグルミックス
8. まいんのハッピークリスマス
9. キッチンはマイステージ (inst.)

作詞：TOMBOW・川田瑠夏(#1)、青島利幸(#2 - 8)
作曲：川田瑠夏(#1)、橋本由香利(#2 - 9)
編曲：橋本由香利(#ALL)